# Genevois

Wapen van de graven van Genevois

De Genevois (letterlijk het Geneefse) is een oude provincie van het hertogdom Savoye, in de omgeving van Genève. De stad Genève zelf hoorde er nochtans niet bij. Naast de hoofdstad Annecy zijn de voornaamste plaatsen: Thônes, Faverges en La Clusaz. De provincie werd begrensd door Carouge in het noordwesten, Faucigny in het noordoosten en door Savoye in het zuiden.
In de 11e eeuw bestond de provincie uit gebieden tussen het noorden van het meer van Bourget, de drempel van Faverges, en de valleien van de Aravis, de plateaus van de Bornes. De provincie omvatte ook bezittingen in Vaud en heerlijkheden in Grésivaudan.
Het werd samen met Savoye door Frankrijk geannexeerd in 1860; alhoewel het nooit een van de provincies van Frankrijk geweest is (die waren toen al afgeschaft), hoort het thuis in de lijst van voormalige provincies op het huidige Franse grondgebied.

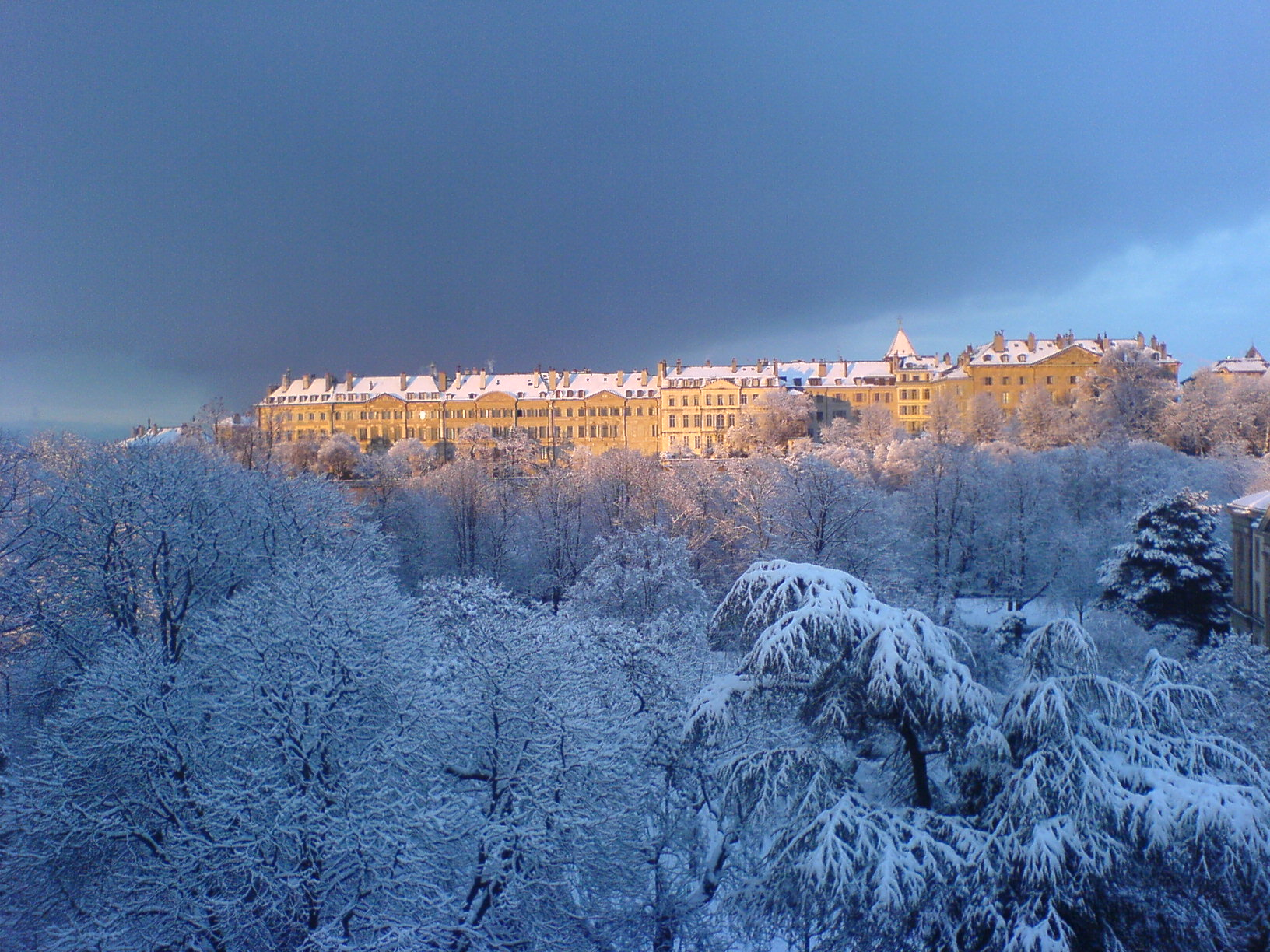
Geneve, de oude stad